# Euxoa flutea
Euxoa flutea är en fjärilsart som beskrevs av Smith 1910. Euxoa flutea ingår i släktet Euxoa och familjen nattflyn. Inga underarter finns listade i Catalogue of Life.